# George Arliss
George Arliss (10 de abril de 1868 - 5 de febrero de 1946) fue un actor, escritor, dramaturgo y director cinematográfico inglés, ganador de un Óscar, y que consiguió el éxito en los Estados Unidos. Fue el primer británico en recibir un Premio Óscar.

## Biografía
Su verdadero nombre era George Augustus Andrews, y nació en Londres, Inglaterra. Empezó su carrera interpretativa en el teatro inglés de provincias en 1887. Hacia 1900 estaba actuando en el West End londinense, el equivalente del Broadway de Nueva York, haciendo papeles secundarios. Se embarcó para hacer una gira por Estados Unidos en 1901 con la compañía de Patrick Campbell. Aunque su intención era volver al finalizar la gira, Arliss permaneció finalmente en el país veinte años, convirtiéndose en una estrella en 1908 con The Devil. El productor George Tyler encargó a Louis Napoleon Parker en 1911 que escribiera una obra pensando específicamente en Arliss, y el actor viajó con Disraeli durante cinco años, acabando finalmente identificado con el primer ministro británico del siglo XIX.
Su carrera cinematográfica se inició con The Devil (1921), seguida por Disraeli y otros cuatro filmes mudos. Hoy, solo The Devil y The Green Goddess (1923), basada en un éxito teatral de Arliss a principios de los años veinte, son conocidos y han sobrevivido. Volvió a filmar Disraeli (1929) en versión sonora (y ganó el Óscar al mejor actor), convirtiéndose a los 61 años en una estrella del cine sonoro. 
Arliss hizo diez películas sonoras exclusivamente para Warner Bros. bajo un contrato que dio a la estrella un inusual control creativo sobre sus filmes. Una de esas películas, The Man Who Played God (1932), fue el primer papel principal de Bette Davis. Hasta el final de su vida, Davis estuvo agradecida por la oportunidad que Arliss le dio al confiar en su destreza. Ambos trabajaron también juntos en The Working Man en 1933. 
Arliss formó una unidad de producción en la Warner, tanto en frente como detrás de las cámaras. Su directora de escena, Maude Howell, pasó a ser ayudante de producción y fue una de las pocas mujeres ejecutivas cinematográficas en el Hollywood de la época. Tras sus primeras tres películas, Arliss aprobó que un director mediocre, John G. Adolfi, dirigiera cada uno de sus filmes a partir de ese momento. Adolfi pronto se vio reconocido como director de éxito de las rentables películas de Arliss. Arliss prefería utilizar los mismos actores fiables en sus filmes, como sucedió con Ivan Simpson (que también era escultor) y Charles Evans. Sin embargo Arliss tenía instinto para descubrir nuevos talentos, y así ocurrió con James Cagney, Randolph Scott, y Dick Powell, entre otros. A pesar de su intervención en la planificación y producción de sus rodajes, Arliss reclamaba aparecer en los créditos únicamente como actor.

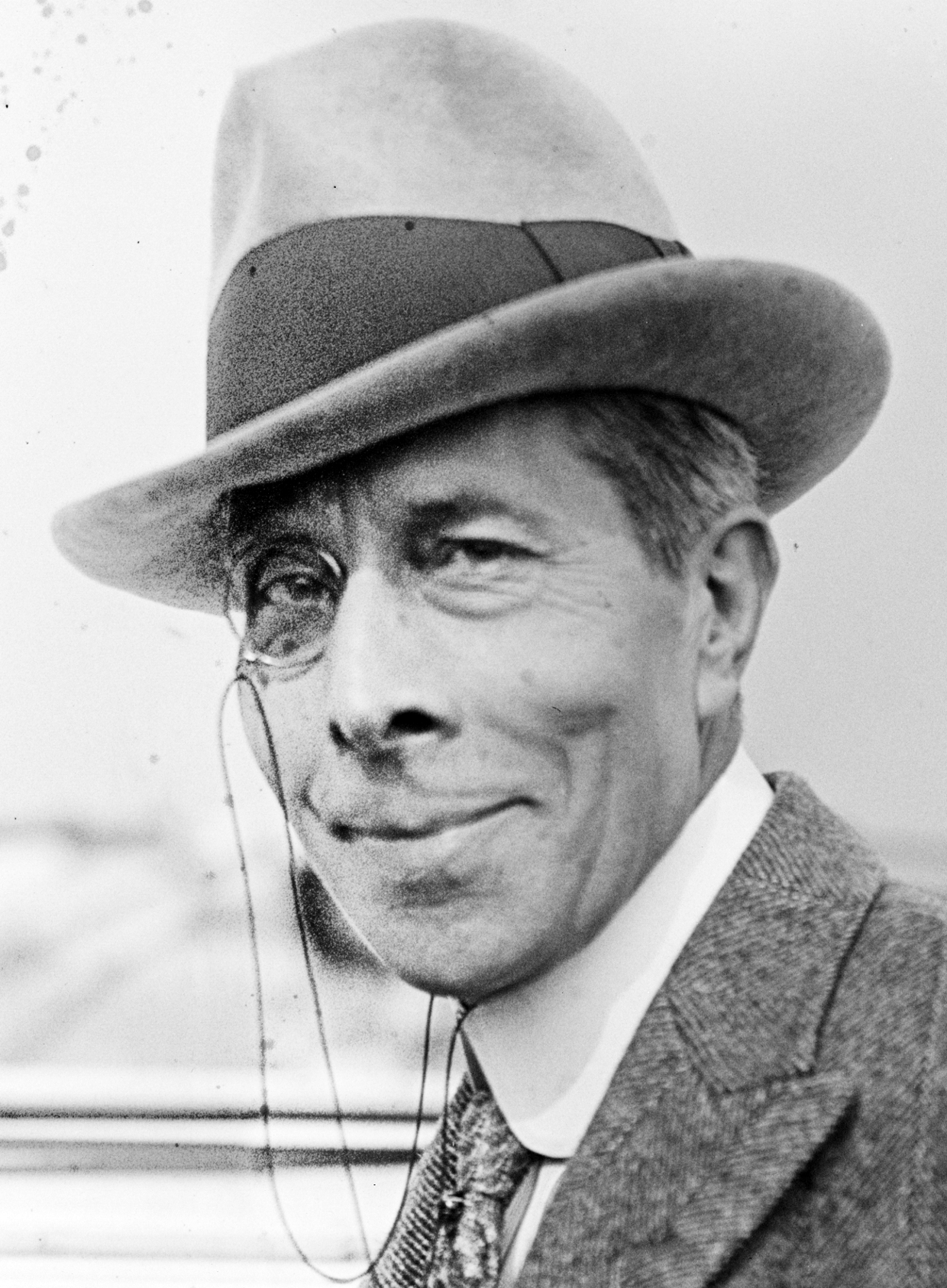
Fotografía tomada por George Grantham Bain.

Trabajando muy de cerca con el jefe de producción de Warner, Darryl F. Zanuck, Arliss dejó el estudio cuando Zanuck renunció en abril de 1933. Zanuck rápidamente firmó para que Arliss rodará nuevos filmes en el nuevo estudio de Zanuck, 20th Century Pictures, consiguiendo que Warner se quejara amargamente a la Motion Picture Academy of Arts and Sciences de que Zanuck le había robado a su estrella. Arliss es recordado fundamentalmente por su ingeniosa serie de biografías históricas, tales como Alexander Hamilton, Voltaire, The House of Rothschild, The Iron Duke, y Cardinal Richelieu. Sin embargo, también hizo una deliciosa serie de comedias domésticas tales como The Millionaire, A Successful Calamity, The Working Man, y The Last Gentleman, entre otras. 
A menudo actuó junto a su esposa, Florence Arliss (1871 - 1950), con la que permaneció casado desde la boda el 16 de septiembre de 1899 hasta la muerte de él. No tuvieron hijos. Florence trabajó en el teatro y en el cine (tanto mudo como sonoro) con su marido y casi siempre hacía el papel de su esposa.
Arliss tenía cerca de 70 años cuando completó la película británica Doctor Syn en 1937. Él y Florence volvieron a Estados Unidos al final de ese año para visitar a viejos amigos tales como el afamado astrónomo Edwin Hubble en California. El productor y director Cecil B. DeMille consiguió que los Arliss retomaran sus papeles de Disraeli en el popular programa radiofónico de DeMille, Lux Radio Theater, en enero de 1938. Esta ocasión fue celebrada como "una nueva página en la historia de la radio". George y Florence actuaron posteriormente en Lux y en adaptaciones radiofónicas de The Man Who Played God y Cardinal Richelieu, la cual fue aparentemente su última actuación dramática en cualquier medio.   
De vuelta a su casa de Londres en abril de 1939, el inicio de la Segunda Guerra Mundial impidió su retorno a los Estados Unidos en sus últimos años. La única mancilla en su carrera ocurrió por la acusación por parte del Gobierno Británico en septiembre de 1941 de que Arliss no había cumplido con una reciente orden que obligaba a reseñar las cuentas bancarias que él mantenía en Estados Unidos y en Canadá. Cargos similares afrontó también el actor y dramaturgo Noel Coward unas semanas después. Ambos hombres dijeron ignorar la nueva ley, pero fueron multados y humillados públicamente por la experiencia. 
A pesar del bochorno, o quizás para aliviarlo, el productor Darryl Zanuck intentó que Arliss volviera a Hollywood para trabajar en The Pied Piper en 1942. Sin embargo, soportando los bombardeos aéreos alemanes de Londres, Arliss permaneció en su ciudad nativa, donde falleció a causa de una enfermedad bronquial en febrero de 1946. 
Aparte de su carrera artística, Arliss fundó la National Anti-Vivisection Society de Chicago, Illinois. También fue presidente del Episcopal Actors Guild of America entre 1921 y 1938. Arliss publicó dos autobiografías:
- Up the Years from Bloomsbury (1927)
- My Ten Years in the Studios (1940)

Premios de la Academia:
- 1930. Óscar ganado por Disraeli
- 1930 Nominado por The Green Goddess

Tiene una estrella en el Paseo de la Fama de Hollywood, en el 6648 de Hollywood Boulevard.

## Filmografía
| Año  | Film                                           | Papel                                  | Otras notas                                  |
| ---- | ---------------------------------------------- | -------------------------------------- | -------------------------------------------- |
| 1921 | Disraeli                                       | Benjamin Disraeli                      |                                              |
| 1921 | The Devil                                      | Dr. Muller                             |                                              |
| 1922 | The Man Who Played God                         | Montgomery Royle                       |                                              |
| 1922 | The Ruling Passion                             | James Alden                            |                                              |
| 1922 | The Starland Review                            | Como él mismo                          | archivo                                      |
| 1923 | The Green Goddess                              | Rajah of Rukh                          |                                              |
| 1924 | Twenty Dollars a Week                          | John Reeves                            |                                              |
| 1929 | Disraeli                                       | Benjamin Disraeli                      | Óscar al mejor actor                         |
| 1930 | The Green Goddess                              | El Rajá de Rukh                        | Nominado al Óscar                            |
| 1930 | Old English                                    | Sylvanus Heythorp                      |                                              |
| 1931 | Alexander Hamilton                             | Alexander Hamilton                     |                                              |
| 1931 | The Millionaire                                | James Alden                            |                                              |
| 1932 | A Successful Calamity                          | Henry Wilton                           |                                              |
| 1932 | The Man Who Played God (La oculta providencia) | Montgomery Royale                      |                                              |
| 1933 | Voltaire                                       | Voltaire                               |                                              |
| 1933 | The Working Man (Se necesita un rival)         | John Reeves                            |                                              |
| 1933 | The King's Vacation                            | Felipe, el Rey                         |                                              |
| 1934 | The Iron Duke (El Duque de Hierro)             | Duque de Wellington                    |                                              |
| 1934 | The Last Gentleman                             | Cabot Barr                             |                                              |
| 1934 | La casa de los Rothschild                      | Mayer Rothschild/Nathan Rothschild     |                                              |
| 1935 | The Tunnel                                     | Primer ministro del Reino Unido        | también Transatlantic Tunnel (USA)           |
| 1935 | Cardinal Richelieu                             | Cardenal Richelieu                     |                                              |
| 1935 | The Guv'nor                                    | The Guv'nor                            | también Mister Hobo (USA)                    |
| 1936 | His Lordship                                   | Richard Fraser/Lorimer, Lord Duncaster | también Man of Affairs (USA)                 |
| 1936 | East Meets West                                | Sultán de Rungay                       |                                              |
| 1936 | Doctor Syn                                     | Dr. Syn                                |                                              |
| 1939 | Land of Liberty                                |                                        | archive footage                              |
| 1943 | The Voice That Thrilled the World              | Como él mismo                          | segmento de Disraeli - archivo, sin créditos |

## Premios y distinciones
Premios Óscar
| Año  | Categoría            | Película       | Resultado |
| ---- | -------------------- | -------------- | --------- |
| 1930 | Óscar al mejor actor | Disraeli       | Ganador   |
| 1930 | Óscar al mejor actor | La diosa verde | Ganador   |